# 清算派
清算派（露: Ликвидаторство、リクヴィダートルストヴォ） とは、ロシア第一革命の敗北後、1907年から1910年の反動期にロシア社会民主労働党内で生まれた右派の潮流であり、その支持者たちは政治活動を合法的な形態に限定することを主張した。
日本語では「解党派」と訳される場合もあるが、これは非合法政党組織の解体を主張したことに由来する。

## 概要
メンシェヴィキは、他の反体制派と同様に、革命の敗北を重く受け止めていた。党員数は減少し、組織は崩壊し、多くのメンシェヴィキは亡命を余儀なくされ、革命の理想に対する幻滅感が広まった。この頃には、地下活動は扇動、収用、ボリシェヴィキの金融詐欺（例えば、モスクワの工場主ニコライ・パヴロヴィッチ・シュミットの遺産事件）によって著しく信用を失っていた。
このような状況下で、一部のメンシェヴィキは地下活動から手を引き、合法的な組織に足場を固め、西欧型の合法的な労働者社会民主党の創設準備をしたいと考えるようになった。この潮流の支持者は「解党派（リクビダートル）」と呼ばれた。つまり、古い非合法なRSDLP組織を解体するか、少なくとも根本的に再編する用意のある人々である。
解党派は1908年に大まかに形成された。パーヴェル・アクセリロードは、全ロシア労働者会議を招集し、そこで合法的な労働者党を創設するという考えを提唱した。解党派潮流の中心は、亡命メンシェヴィキではなく、ロシア国内のメンシェヴィキグループであった。その出版の中心は雑誌『ナーシャ・ザリャー』であり、その事実上の発行者はデュボワであった。
亡命中のメンシェヴィキ派の指導者ユーリー・マルトフとフョードル・ダン、そしてメンシェヴィキの公式な国外機関紙『ゴロス・ソツィアル＝デモクラータ』は、解党派の極端な意見には与せず、更新された形での非合法政党の維持が必要であると考えていた。しかし、彼らは清算派との組織的統一を主張し、清算派を日和見主義者であり革命の大義への裏切り者と見なすボリシェヴィキと論争した。 ゲオルギー・プレハーノフが指導者となった少数のメンシェヴィキグループ（党派メンシェヴィキ）は、非合法な党の維持を主張した。
1908年12月のRSDLP第5回協議会は、ウラジーミル・レーニンの提案に基づき、清算派を非難し、党組織に対し、清算派と、合法的な大衆党活動の形態を放棄することを主張する召還派の両方に対する非妥協的な闘争を二正面で展開するよう呼びかけた。
レーニンは、非合法な中央機関の指導の下で非合法活動と合法活動を組み合わせることに基づく柔軟な戦術を考案し、正当化した。新たな革命的高揚期（1910年～1914年）に、ボリシェヴィキは1912年にRSDLP第6回（プラハ）全ロシア協議会を開催し、これを全党協議会と宣言した。そこで審議された問題の一つが「清算派について」であり、討議の結果、清算派をRSDLPから除名することが宣言された。事実上、この時からボリシェヴィキとメンシェヴィキは2つの別個の政党となった。
レフ・トロツキーは、ウィーンで発行していた新聞『プラウダ』で、派閥主義の解消とRSDLP内の全潮流の統一を呼びかけ、1912年8月にウィーンで開催された協議会で、ボリシェヴィキと党派メンシェヴィキに対抗していくつかの社会民主主義組織のブロック（8月ブロック）を創設することを主導した。この協議会には、マルトフ、トロツキー、ロシアからのいくつかのメンシェヴィキグループの代表、ブンド、グルジア、ラトビアの社会民主主義者、召還派を含むフペリョート派の参加者が出席した。その内的な異質性のために、8月ブロックは脆弱であり、1917年までに崩壊した。

## 主要な支持者
- アレクサンドル・ポトレソフ
- パーヴェル・アクセリロード
- ウラジーミル・レヴィツキー（マルトフの兄弟）
- フョードル・チェレヴァニン
- ピョートル・ガルヴィ

## 参照
1. 1 2  Тютюкин С. В. Меньшевики アーカイブ 2016年9月24日 - ウェイバックマシン // Политические партии России: история и современность. — М.: РОССПЭН, 2000. С. 227—242